# Antillophos virginiae
Antillophos virginiae is een slakkensoort uit de familie van de Buccinidae. De wetenschappelijke naam van de soort is voor het eerst geldig gepubliceerd in 1942 door Schwengel.